# 전 배재 대 전 양정 럭비정기전
배재-양정 정기전은 배재 중·고등학교와 양정 중·고등학교의 친선을 도모하고 애교심을 고취하기 위해 매년 열리는 정기 친선 럭비 시합이다. 줄여서 배양전(培養戰)이라고 부르기도 한다.
배재학당과 양정의숙은 보성전문학교(현 고려대학교) 다음으로 빠른 1930년(양정)과 31년(배재)에 각각 럭비부를 만들었다. 교육자였던 고 변창환 선생의 제안으로 해방 이듬해인 1946년 11월 서울운동장에서 처음 경기를 갖은 이래 50년넘게 유지되고 있다. 그러므로 배재-양정 정기전은 54년에 생긴 고려대학교-연세대학교 정기전이나 3군 사관학교 정기전보다도 8년이나 먼저 시작된 국내 최초의 정기전이라고 할 수 있다. 때문에 연세대학교는 배재중•고등학교, 고려대학교는 양정중•고등학교 응원 구호의 영향을 많이 받았다.
경기는 크게 둘로 나누어 지는데, 재학생 시합인 YB경기와 졸업생 시합인 OB경기가 있다. 시합은 40대 이상 OB 경기와 중학교·고등학교 재학생 YB대항전, 주 경기인 40대 이하 주니어 OB경기로 나뉘어서 진행된다. 정식 승패는 주니어 OB경기의 시합으로 가린다.
경기장은 잠실종합운동장 또는 목동종합운동장을 사용하였으나, 근래에 들어서는 목동종합운동장을 주로 사용하고 있다.
2011년부터는 졸업생 OB들간의 친선 농구 정기전이 시작되었고, 2013년부터는 중학교, 고등학교 경기를 함께 갖고있다.
2016년에는 6월 17일 금요일에 개최된다.

## 같이 보기
- 럭비
- 배재학당
- 양정의숙
- 고려대학교-연세대학교 정기전